# برایان گریزر
برایان توماس گریزر (به انگلیسی: Brian Thomas Grazer) تهیه‌کننده فیلم و سریال آمریکایی می‌باشد که در سال ۱۹۸۶ کمپانی ایمجین را به همراه ران هاوارد تأسیس کرد.
این دو با هم فیلم‌های زیادی از جمله ذهن زیبا و آپولو ۱۳ را ساخته‌اند.